# J. Ross Mickey

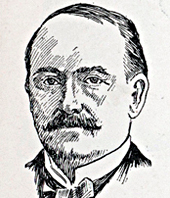
J. Ross Mickey

J. Ross Mickey (* 5. Januar 1856 in Eldorado, McDonough County, Illinois; † 20. März 1928 in Excelsior Springs, Missouri) war ein US-amerikanischer Politiker. Zwischen 1901 und 1903 vertrat er den Bundesstaat Illinois im US-Repräsentantenhaus.

## Leben
Ross Mickey besuchte die öffentlichen Schulen seiner Heimat und das Lincoln College. Danach arbeitete er in Macomb für einige Jahre als Lehrer. Nach einem anschließenden Jurastudium und seiner 1889 erfolgten Zulassung als Rechtsanwalt begann er in Macomb in diesem Beruf zu praktizieren. Zwischen 1898 und 1901 amtierte er als Richter im McDonough County. Politisch wurde er Mitglied der Demokratischen Partei.
Bei den Kongresswahlen des Jahres 1900 wurde Mickey im 15. Wahlbezirk von Illinois in das US-Repräsentantenhaus in Washington, D.C. gewählt, wo er am 4. März 1901 die Nachfolge von Benjamin F. Marsh antrat. Da er im Jahr 1902 auf eine weitere Kandidatur verzichtete, konnte er bis zum 3. März 1903 nur eine Legislaturperiode im Kongress absolvieren. Nach dem Ende seiner Zeit im US-Repräsentantenhaus betätigte sich Mickey wieder als Anwalt. Zwischen 1908 und 1918 war er Präsident der Mystic Workers of the World. Danach war er bis zu seinem Tod einer von deren Direktoren. Er starb am 20. März 1928 in Excelsior Springs und wurde in Macomb beigesetzt.